# جولييت آلفين
جولييت آلفين (بالفرنسية: Juliette Alvin)‏ هي عازفة تشيلو فرنسية، ولدت في 1897، وتوفيت في 30 سبتمبر 1982.